# 열대·아열대 초원·사바나·관목지

열대·아열대 초원·사바나·관목지(영어: Tropical and subtropical grasslands, savannas, and shrublands)는 세계 자연 기금에서 정의한 열대·아열대 기후의 육상 생물군계다. 이 생물군계의 주요 식생은 풀이나 관목으로 구성된다.

## 지역
열대·아열대 초원·사바나·관목지는 남극을 제외한 모든 대륙에서 발생한다. 주로 아프리카에 널리 퍼져 있으며, 남아메리카와 동남아시아, 남아메리카와 호주의 북부, 그리고 미국 남부 일부 지역에서 발견된다.

## 같이 보기
- 사바나